# Shō Sakai
Shō Sakai (坂井 丞?, Sakai Shō; Takarazuka, 22 agosto 1992) è un tuffatore giapponese.

## Biografia
Ha rappresentato la nazionale giapponese ai Giochi olimpici di Rio de Janeiro 2016 nel concorso dei tuffi dal trampolino 3 metri.

## Palmarès
- Mondiali

Singapore 2025: bronzo nella squadra mista.
- Giochi asiatici

Incheon 2014: bronzo nel trampolino 3m
Giacarta 2018: bronzo nel sincro 3m.
- Universiadi

Shenzhen 2011: bronzo nel sincro 3m.